# سیدی
سیدی (به ایتالیایی: Siddi) یک کومونه در ایتالیا است که در استان مدیو کامپیدانو واقع شده‌است.

## خصوصیات
سیدی ۱۱٫۰ کیلومترمربع مساحت و ۷۰۸ نفر جمعیت دارد و ۱۸۷ متر بالاتر از سطح دریا واقع شده‌است.